# 塞尔希奥·里科
沙治奧·列高·干沙利斯（西班牙語：Sergio Rico González；1993年9月1日—）是一位西班牙足球運動員。在場上的位置是守門員。現效力卡塔爾星級足球聯賽球隊艾加拉法。他曾代表西班牙各級國青隊參賽。

## 俱樂部生涯
里科出生於西班牙安達魯西亞自治區的首府塞維利亞，他的青年隊生涯再塞維利亞的各級梯隊效力，職業生涯初期他效力於西班牙足球乙二级联赛的塞維利亞預備隊，2013年7月1日，里科與塞維利亞簽下一份為期兩年的職業合約。
2014年9月14號，由於球隊的門將貝托以及巴博薩接連受傷，里科上演了自己在一線隊以及西甲聯賽的首秀, 球隊在主場2比0戰勝赫塔費。 4天後他完成了自己在毆聯杯的首秀，在塞維利亞主場以相同比分戰勝飛燕諾的比賽中里科打滿了全場90分鐘
到了12月，里科已經開始取代了隊友巴博薩佔據塞維利亞2號門將位置。 2014年12月16日，里科與塞維利亞續約至2017年。 他在 整個賽季為塞維利亞出戰了37項各項賽事，其中包含了11場歐聯杯的比賽。 塞維利亞在歐聯杯的決賽中以3比2的比分戰勝來自烏克蘭的第聶伯羅，里科成功收獲升入一線隊的第一座冠軍。
在2015-16賽季，里科繼續為塞維利亞在歐冠出賽，塞維利亞雖然在上賽季只取得了聯賽第五的成績，但是憑藉著歐聯杯冠軍的資格進入歐冠小組賽，球隊與英超曼城、意甲班霸尤文圖斯以及德甲门兴格拉德巴赫分在同組，塞維利亞小組第三無緣歐冠淘汰賽，不過能繼續參加2015–16年歐霸盃，在這個賽季，里科的首發位置受到一樣來自本隊青訓的大衛·索里亞的挑戰，塞維利亞在這個賽季完成了歐聯杯三連霸
2016-17賽季，塞維利亞的主教練艾瑪利離開球隊，森柏奧利成為球隊的新主教練，球隊也引進義大利門將西里古與里科競爭首發門將的位置，不過西里古在球隊客場對毕尔巴鄂竞技的比賽中於比賽的第87分鐘肘擊對方前鋒阿杜里斯，主裁判對西里古出示紅牌並判罰給毕尔巴鄂一個點球後，西里古逐漸失去主帥森柏奧利的信任，之後里科的發揮也相當穩健，得以繼續站穩球隊的主力位置。
19-20賽季歐聯，又於正選門將拿華斯受傷，他代表拿華斯出戰歐聯四強。
2024年9月29日，里科轉會至卡塔爾星級足球聯賽球隊艾加拉法。

## 榮譽

### 球會
塞維利亞
- 欧足联欧洲联赛冠軍：2014–15, 2015–16賽季

 巴黎聖日耳曼
- 法国足球甲级联赛冠軍：2019–20賽季
- 法國盃冠軍：2019–20、2020–21[11]賽季
- 法國聯賽盃冠軍：2019–20賽季
- 法國超級盃 冠軍：2020年
- 歐洲冠軍聯賽亞軍：2019–20賽季

## 外部連結
- Soccerway資料庫：塞尔希奥·里科